# Utama
Utama es una película dramática dirigida por Alejandro Loayza Grisi que se estrenó en el Festival de Cine de Sundance en enero de 2022 y se estrenó en los cines franceses en mayo de 2022. Fue seleccionada como la entrada boliviana para la 95.ª edición de los Premios Óscar a la Mejor Película Internacional.

## Sinopsis

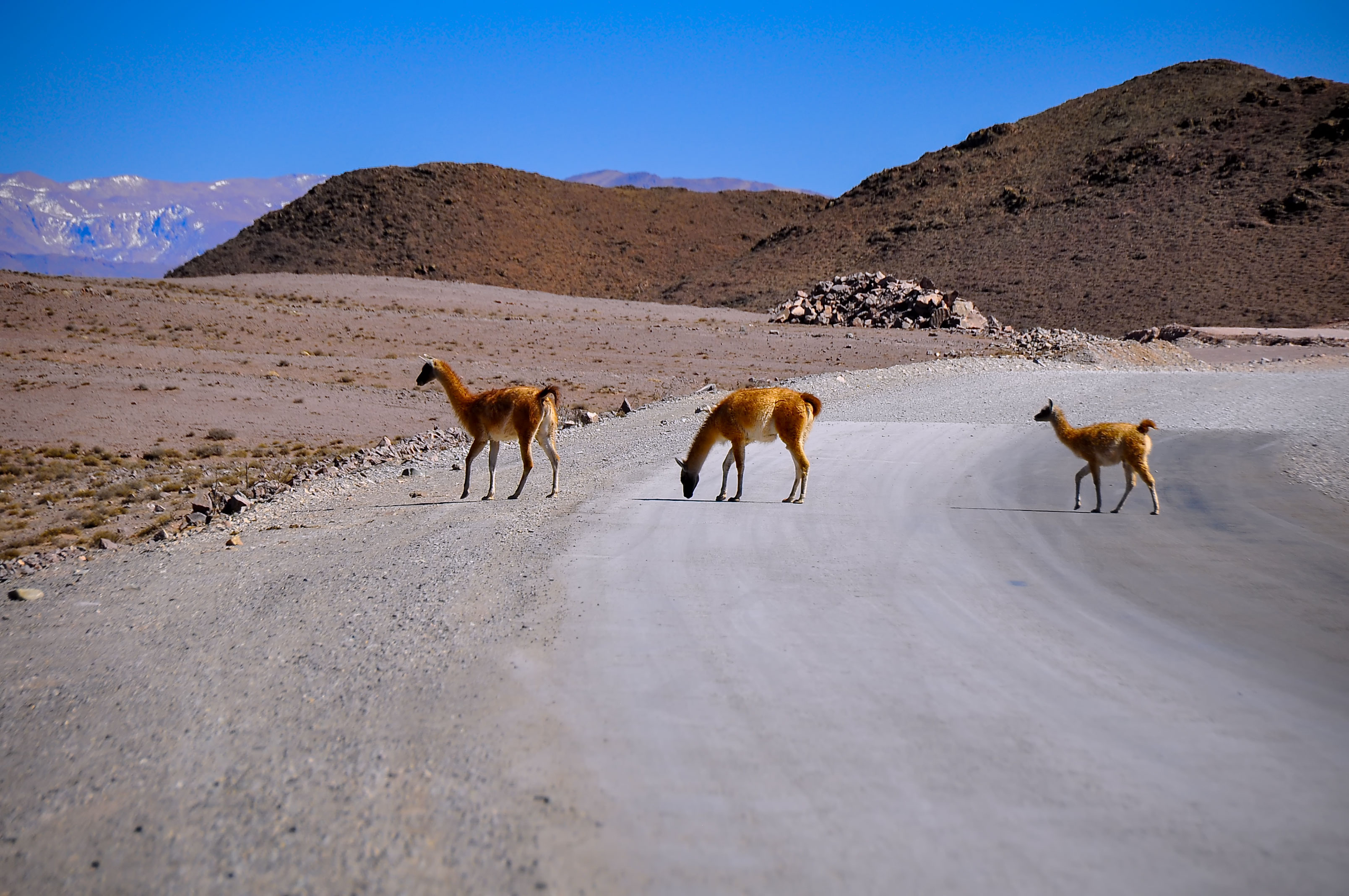
Virginio y Sisa viven en el Altiplano y están ocupados con cosas como apacentar sus llamas.

Una anciana pareja de hablantes de quechua vive en el Altiplano boliviano, las áridas tierras altas de los Andes, y el enfermo Virginio, sabiendo que está a punto de morir, pasa sus últimos días ocultándole esta condición a su esposa Sisa. Una larga vida en común se esconde detrás de la pareja quechua.
Juntos están ocupados con tareas como hacer pastar a sus llamas. Su casa está rodeada de altas montañas. Virginio a menudo mira al cielo y espera que llueva. Como no llueve y el pozo del pueblo está vacío, Sisa tiene que caminar todos los días hasta el río. Las mujeres de los pueblos de los alrededores también acuden en masa al último manantial que queda.
Un día reciben la visita de su nieto Clever, quien trae noticias de la ciudad. Tiene que hablarles en español porque no entienden su idioma. Clever quiere que sus abuelos hagan las maletas y se muden con la familia a la ciudad, donde el enfermo Virginio puede ser examinado y tratado.

## Lanzamiento
Las primeras proyecciones de la película tuvieron lugar el 22 de enero de 2022 en el Festival de Cine de Sundance. Se estrenó en los cines franceses el 11 de mayo de 2022. A finales de junio de 2022 se proyectó en el Festival de Cine de Múnich. La película se estrenó en los cines suizos el 23 de junio de 2022. A principios de julio de 2022, la película se proyectó en el Festival Internacional de Cine de Karlovy Vary en la sección Horizons y a fines de julio de 2022 en el Festival Internacional de Cine New Horizons. Las actuaciones en la Feria de Arte Cinematográfico de Leipzig están fueron en septiembre de 2022. En octubre de 2022 se presentó en el Festival Internacional de Cine de Vancouver y en el Festival Internacional de Cine de Busan. La película llegó a los cines alemanes en enero de 2023.

## Recepción

### Recepción crítica
En el sitio web de agregador de reseñas Rotten Tomatoes, la película tiene un índice de aprobación del 100% basado en 16 críticas, con un promedio ponderado de 7.4/10.

### Reconocimientos
Utama fue presentado por Bolivia como la entrada boliviana para la 95.ª edición de los Premios Óscar a la Mejor Película Internacional. A continuación se presentan más premios y nominaciones.
Festival Internacional de Cine de Pekín 2022
- Nominación Premio Tiantian (Alejandro Loayza Grisi)[13]

Festival Internacional de Cine en Guadalajara
- Nominación en la Competencia de Largometrajes Iberoamericanos[14]

Festival Internacional de Cine de Hong Kong 2022
- Nominación en el Concurso de Cine Joven (Mundial)[15]

Festival de Cine de Sundance 2022
- Ganador del Gran Premio del Jurado de Cine Mundial: Dramático

Festival de Cine de Sídney 2022
- Nominación en la competencia principal (Alejandro Loayza Grisi)
- Nominación al Premio Futuro Sostenible (Alejandro Loayza Grisi, Santiago Loayza Grisi y Federico Moreira)[16][17]